# Yoan Meriño
Yoan Alejandro Meriño Roig (13 agosto 1998) è un tuffatore cubano.

## Biografia
Ha rappresentato la nazionale cubano ai campionati mondiali di nuoto di Gwangju 2019 dove ha terminato al trentunesimo posto nella piattaforma 10 metri.

## Palmarès
| Anno | Manifestazione | Sede    | Evento          | Risultato | Prestazione | Note |
| ---- | -------------- | ------- | --------------- | --------- | ----------- | ---- |
| 2019 | Mondiali       | Gwangju | Piattaforma 10m | 31º Q     | 326,85 p.   |      |